# Thomas Vanek
Thomas Vanek (ur. 19 stycznia 1984 w Baden) – austriacki hokeista, reprezentant Austrii, olimpijczyk.

## Kariera
- Rochester Jr. Americans (1999)
- Sioux Falls Stampede (1999–2002)
- Minnesota Golden Gophers (2002–2004)
- Rochester Americans (2004–2005)
- Buffalo Sabres (2005–2013)
  -  EC Graz 99ers (2012–2013)
- New York Islanders (2013–2014)
- Montreal Canadiens (2014)
- Minnesota Wild (2014-2016)
- Detroit Red Wings (2016-2017)
- Florida Panthers (2017)
- Vancouver Canucks (2017-2018)
- Columbus Blue Jackets (2018)
- Detroit Red Wings (2018-)

Wychowanek EK Zell am See. W 2003 był draftowany przez Buffalo Sabres z numerem 5, co czyni go najwyżej wydraftowanym Austriakiem w historii NHL. Od 2005 gra w barwach tej drużyny w rozgrywkach NHL. Od października 2012 do stycznia 2013 w czasie lokautu w sezonie NHL (2012/2013) tymczasowo związany kontraktem z austriackim klubem EC Graz 99ers. Od sezonu NHL (2013/2014) kapitan drużyny Buffalo Sabres. 27 października 2013 został zawodnikiem (w toku wymiany z Nowego Jorku do Buffalo trafił Matt Moulson). Od marca 2014 zawodnik Montreal Canadiens. Od lipca 2014 zawodnik związany trzyletnim kontraktem. W czerwcu 2016 odszedł z klubu po tym, jak jego kontrakt został wykupiony. Od lipca 2016 zawodnik Detroit Red Wings. Od marca 2017 zawodnik Florida Panthers. Od września 2017 zawodnik Vancouver Canucks. Pod koniec lutego 2018 został zawodnikiem Columbus Blue Jackets. Od lipca 2018 zawodnik Detroit Red Wings.
Został jednym z trzech Austriaków grających w lidze NHL oraz jednym z sześciu w historii.
Uczestniczył w turniejach mistrzostw świata w 2004 (Elita), 2008 (Dywizja I), 2009, 2013 (Elita), zimowych igrzysk olimpijskich 2014. W barwach zespołu Europy brał udział w turnieju Pucharu Świata 2016.

## Sukcesy i wyróżnienia
Reprezentacyjne

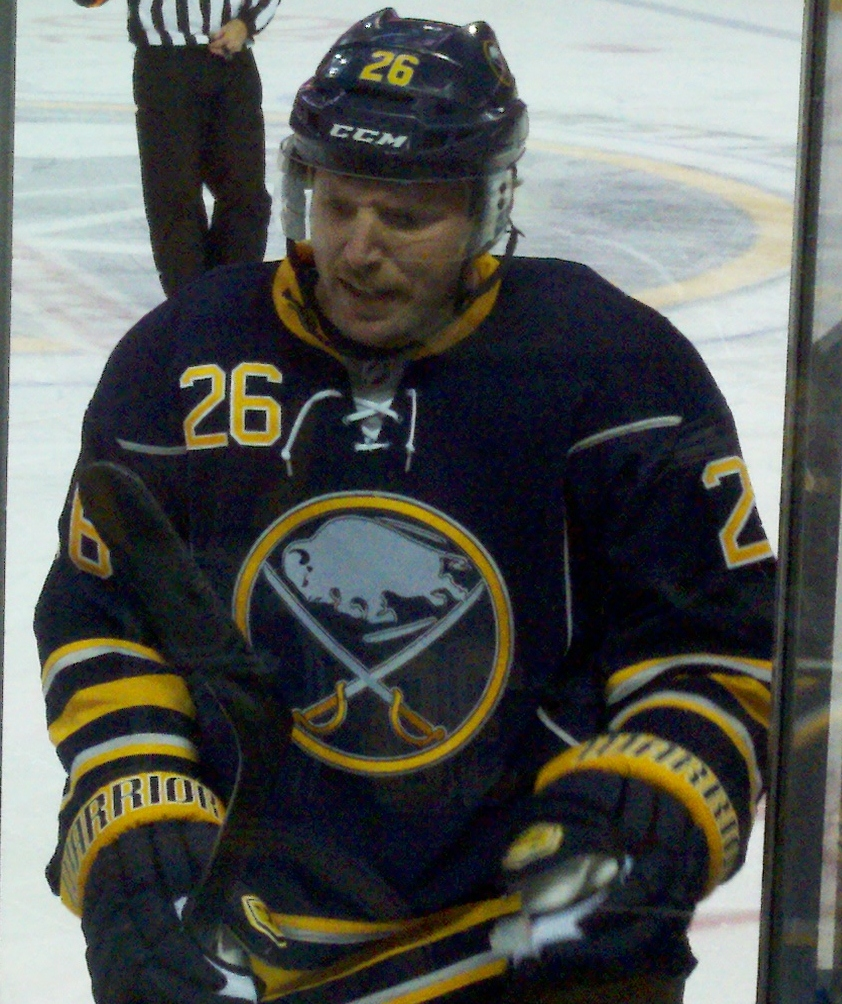
Thomas Vanek w barwach Buffalo Sabres (2011)

- Awans do mistrzostw świata do lat 20 Dywizji I A: 2003
- Awans do mistrzostw świata Elity: 2008
- Finał Pucharu Świata: 2016 z kadrą Europy

Klubowe
- Mistrzostwo NCAA: 2003, 2004
- Mistrzostwo dywizji AHL: 2005 z Rochester Americans
- Mistrzostwo sezonu regularnego AHL: 2005 z Rochester Americans
- Norman R. „Bud” Poile Trophy: 2005 z Rochester Americans
- Presidents’ Trophy: 2007 z Buffalo Sabres
- Mistrz dywizji: 2010 z Buffalo Sabres

Indywidualne
- Mistrzostwa Świata Juniorów w Hokeju na Lodzie 2002/I Dywizja:
  - Najlepszy napastnik turnieju[14]
  - Skład gwiazd turnieju
- USHL 2001/2002:
  - Pierwsze miejsce w klasyfikacji strzelców: 46 goli
  - Pierwsze miejsce w klasyfikacji kanadyjskiej: 91 punktów
  - Pierwszy skład gwiazd
- NCAA (WCHA) 2002/2003:
  - Najlepszy pierwszoroczniak
- Mistrzostwa Świata Juniorów w Hokeju na Lodzie 2001/I Dywizja Grupa B:
  - Pierwsze miejsce w klasyfikacji strzelców turnieju: 9 goli[15]
  - Drugie miejsce w klasyfikacji kanadyjskiej turnieju: 13 punktów[16]
- NCAA (WCHA) 2003/2004:
  - Drugi skład gwiazd
- AHL 2004/2005:
- Najlepszy zawodnik tygodnia: 28 listopada 2004 i 17 kwietnia 2005
- NHL (2006/2007):
  - NHL Plus/Minus Award – pierwsze miejsce w klasyfikacji +/− w sezonie zasadniczym: +47
- Mistrzostwa Świata w Hokeju na Lodzie 2008/I Dywizja:
  - Pierwsze miejsce w klasyfikacji strzelców turnieju: 5 goli
  - Czwarte miejsce w klasyfikacji kanadyjskiej turnieju: 10 punktów
  - Skład gwiazd turnieju
- NHL (2008/2009):
  - NHL All-Star Game
- NHL (2012/2013):
  - Trzecia gwiazda miesiąca – styczeń 2013
- Mistrzostwa Świata w Hokeju na Lodzie 2013/Elita:
  - Jeden trzech najlepszych zawodników reprezentacji[17]

## Rodzina
Jego rodzicami są Słowaczka Jarmila i Czech Zdeněk, którzy w 1982 wyemigrowali z Czechosłowacji do Austrii. Był spowinowacony z czeskim hokeistą Josefem Vašíčkiem (zginął 7 września 2011 w katastrofie lotniczej drużyny Łokomotiw Jarosław), którego siostra jest żoną brata Vanka.